# Havránok
Havránok é uma cidade da Eslováquia, localizada no Leste Europeu.